# Mieszałki
Mieszałki [mjɛˈʂau̯ki] (trước đây là Grünewald của Đức) là một ngôi làng thuộc khu hành chính của Gmina Grzmiąca, thuộc hạt Szczecinek, West Pomeranian Voivodeship, phía tây bắc Ba Lan. Nó nằm khoảng 6 kilômét (4 mi)   phía bắc Grzmiąca, 26 km (16 mi) về phía tây bắc của Szczecinek, và 132 km (82 mi) về phía đông bắc của thủ đô khu vực Szczecin.
Trước năm 1945, khu vực này là một phần của Đức. Đối với lịch sử của khu vực, xem Lịch sử của Pomerania.